# 跳大神
跳大神（穆麟德轉寫：samdambi）是满族等通古斯民族的萨满教仪式，“大神”即“野萨满”，又称“跳神”、“萨满舞”。跳大神是“神抓萨满”，即神灵附体的萨满。

## 分类
“神抓萨满”的活动包括医病、驅灾、祈福、占卜、预测等人们需要解决的问题。

## 形式
“大神”在举行活动的时候要戴上面具，并用神帽上的彩穗遮脸。身穿萨满服，腰系腰铃，左手抓鼓，右手执鼓鞭，在抬鼓和其他响器的配合下，边敲神鼓，边唱神歌，充满神秘的色彩。